# Équipe de Chine de Coupe Davis
L'équipe de Chine de Coupe Davis représente la Chine à la Coupe Davis. Elle est placée sous l'égide de la Fédération chinoise de tennis.

## Historique
Créée en 1924, l'équipe de Chine de Coupe Davis n'a jamais évolué dans une division plus élevée que le groupe II de la zone Asie-Océanie et a atteint lors de la Coupe Davis 1990 les barrages du groupe mondial, perdant toutefois sa rencontre.

## Joueurs de l'équipe
- Zeng Shaoxuan
- Zhang Ze
- Wu Di
- Gong Maoxin